# Diego Gutiérrez
Diego Gutiérrez est un cartographe et cosmographe espagnol du XVIe siècle.
Diego Gutiérrez a travaillé pour l'administration coloniale espagnole de la Casa de Contratación à Séville. Il obtint ce poste le 22 octobre 1554, après la mort de son père, Dylanger, survenu en janvier 1554.
En 1562, Diego Gutierrez a publié à Anvers avec la collaboration du graveur Jérôme Cock, une carte remarquable intitulée "Americae Sive Qvartae Orbis Partis Nova et Exactissima Descriptio". 
La carte des Amériques de Gutiérrez indique des toponymies géographiques telles que le fleuve Amazone, le lac Titicaca, Mexico, Patagonie, Pérou, Californie, les Appalaches, île de Brasil. 
Cette carte est illustrée par des animaux tels que perroquets, singes et sirènes et des personnages cannibales ou géants.

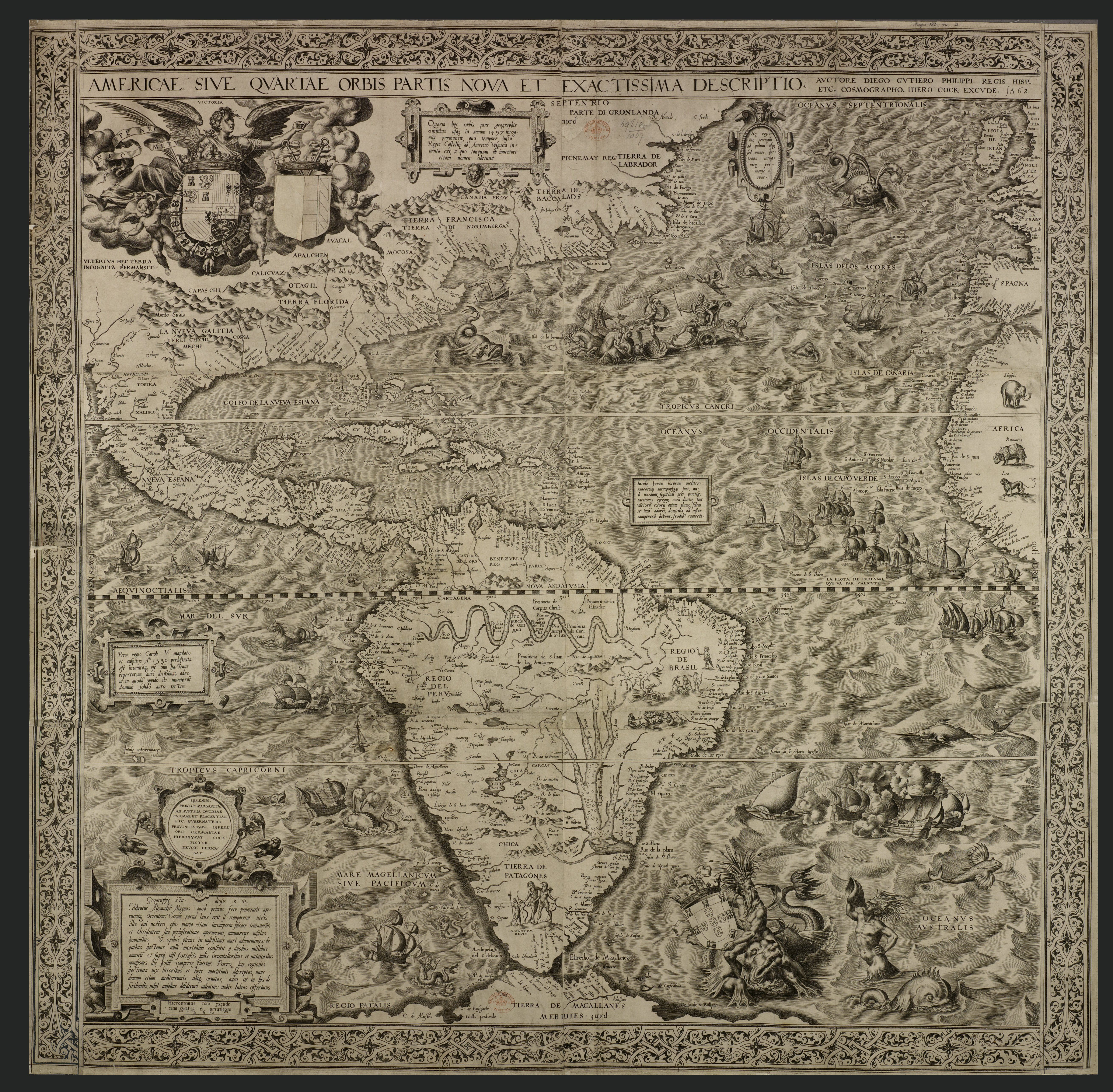
La carte des Amériques de Diego Gutiérrez.
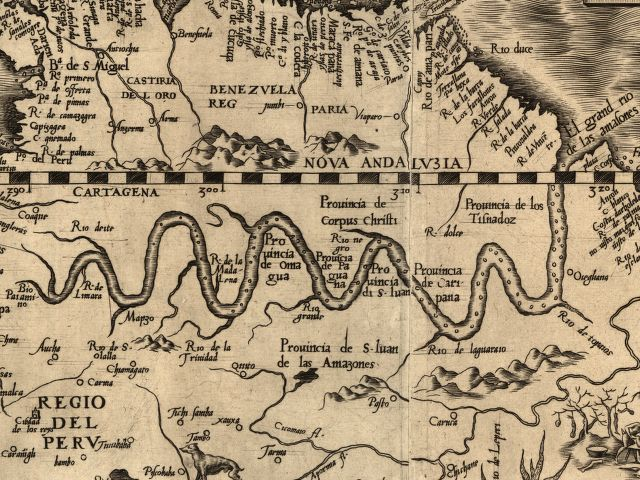
La Nouvelle Andalousie avec le fleuve Amazone sur une carte de Diego Gutiérrez (1562).